# JMC Yuhu
JMC Yuhu (江铃域虎) — среднеразмерный пикап, выпускаемый китайской компанией Jiangling Motors. На нескольких рынках автомобиль продавался под названиями Boarding или Baodian (典典). Является преемником JMC Baodian. Позже в семейство Yuhu вошли Yuhu 3 и Yuhu 5.

## Описание
Элементы экстерьера JMC Yuhu схожи с Ford Ranger и Mazda BT-50, однако сам автомобиль выпущен на собственной платформе Jiangling. В 2015 году на Шанхайском автосалоне был продемонстрирован полноприводный автомобиль.
JMC Yuhu вышел на австралийский рынок в 2016 году и стал первой моделью, продаваемой под названием JMC Vigus. Продажи завершились в 2018 году по причине низких рейтингов.

В движение JMC Yuhu приводится 2,0-литровым бензиновым турбодвигателем 4G20, 2,4-литровым бензиновым двигателем 4G69 и 2,4-литровым турбодизельным двигателем 4D24.

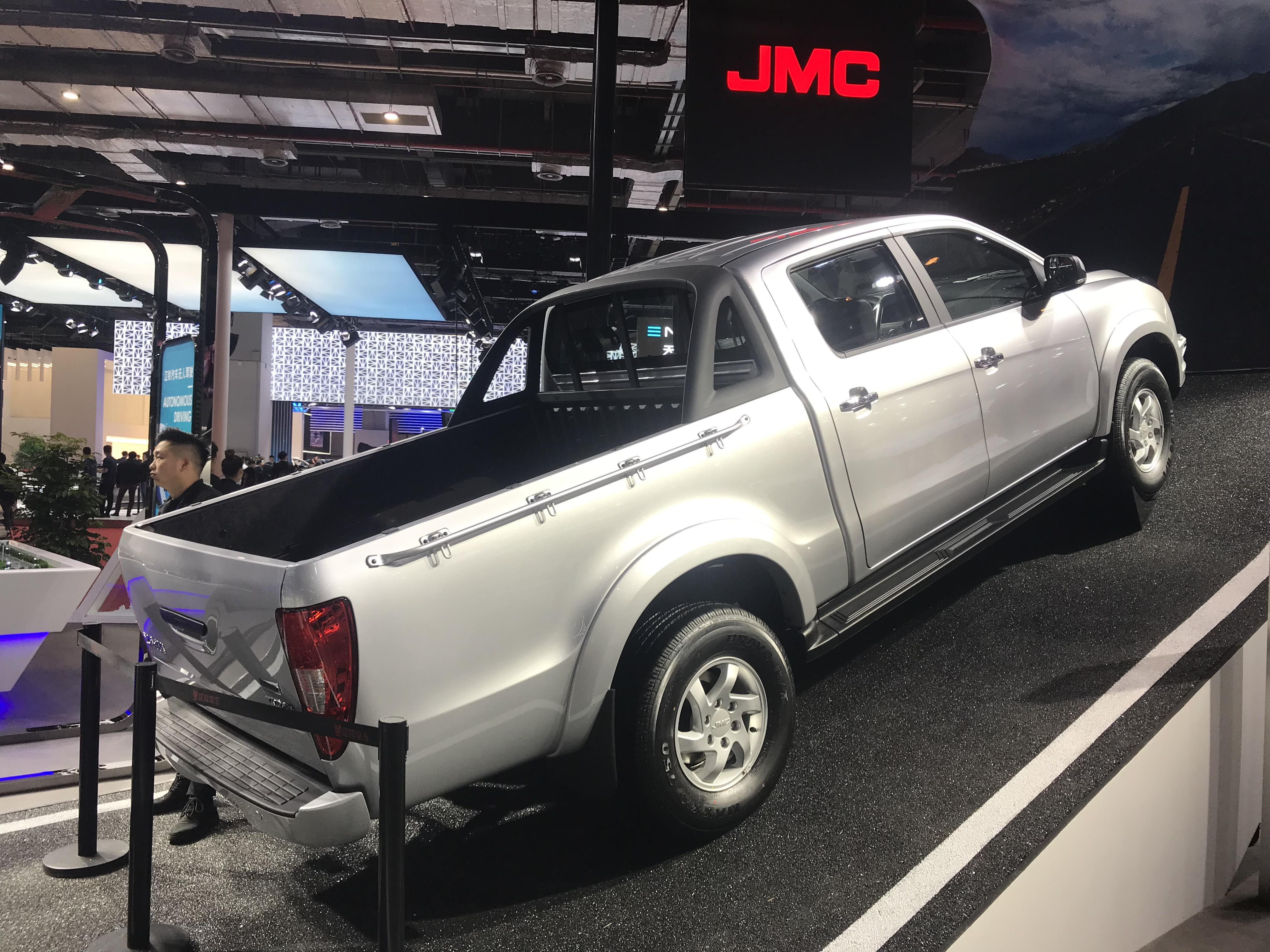
Вид сзади
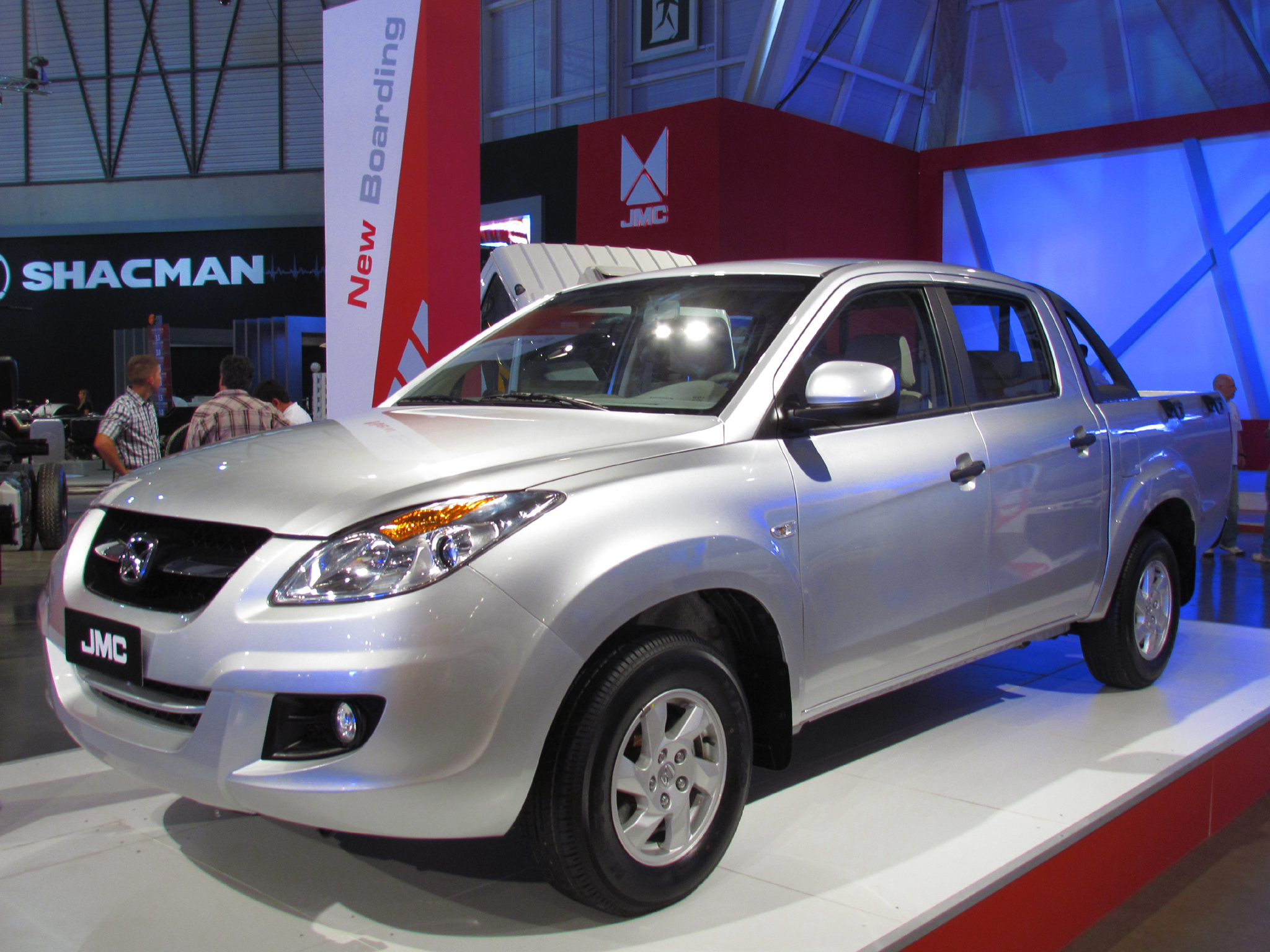
JMC Boarding XLT 2.4 TDCi на зарубежных рынках

### JMC Baodian
JMC Baodian второго поколения на базе Yuhu выпускается с августа 2020 года в роли преемника первого поколения JMC Baodian. На автомобиль устанавливаются бензиновые двигатели с турбонаддувом объёмом 1,8 л и дизельные двигатели с турбонаддувом объёмом 2,5 л. Насчитывается около 16 комплектаций. В январе 2023 года автомобиль прошёл рестайлинг.

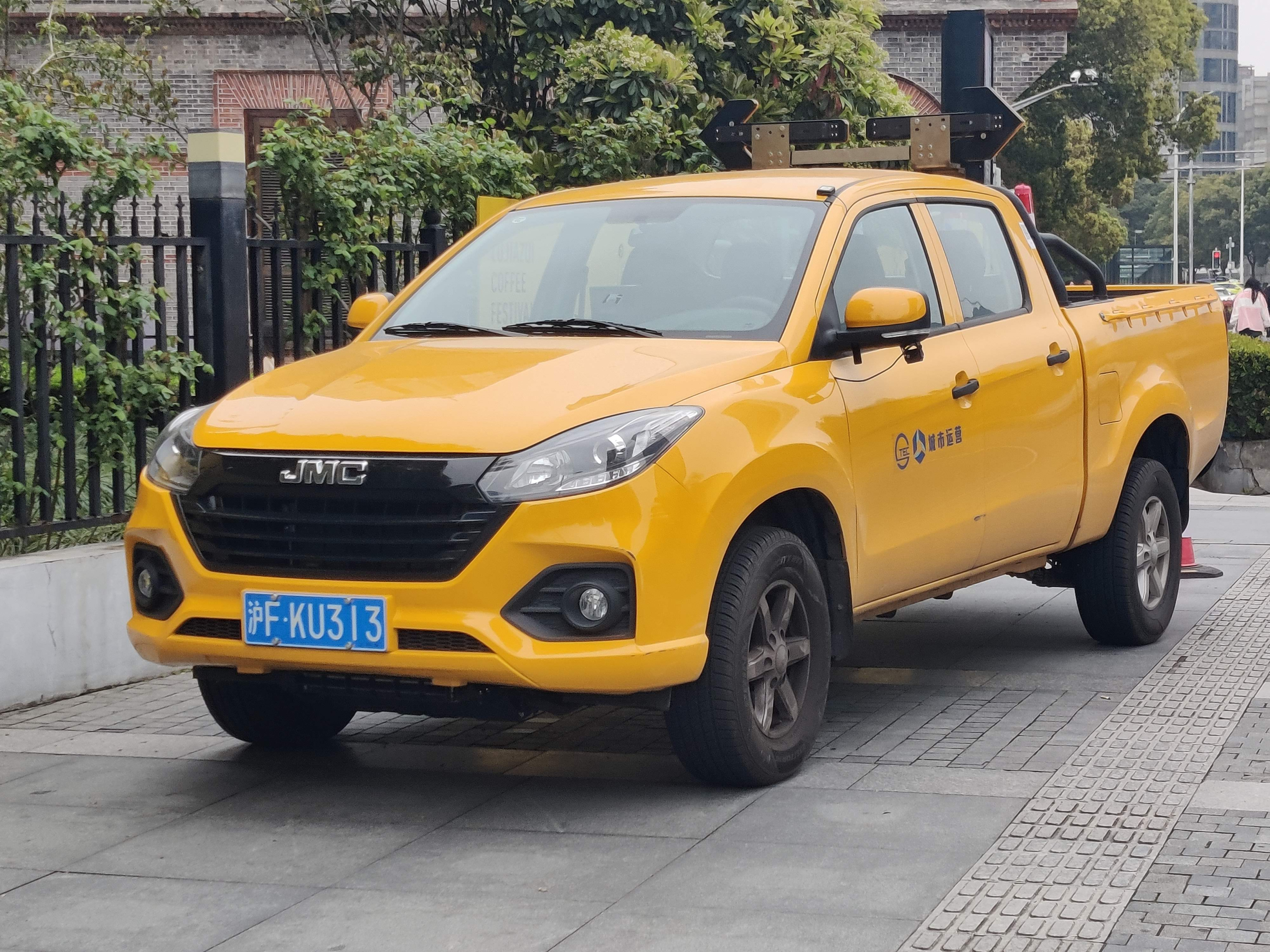
JMC Baodian II
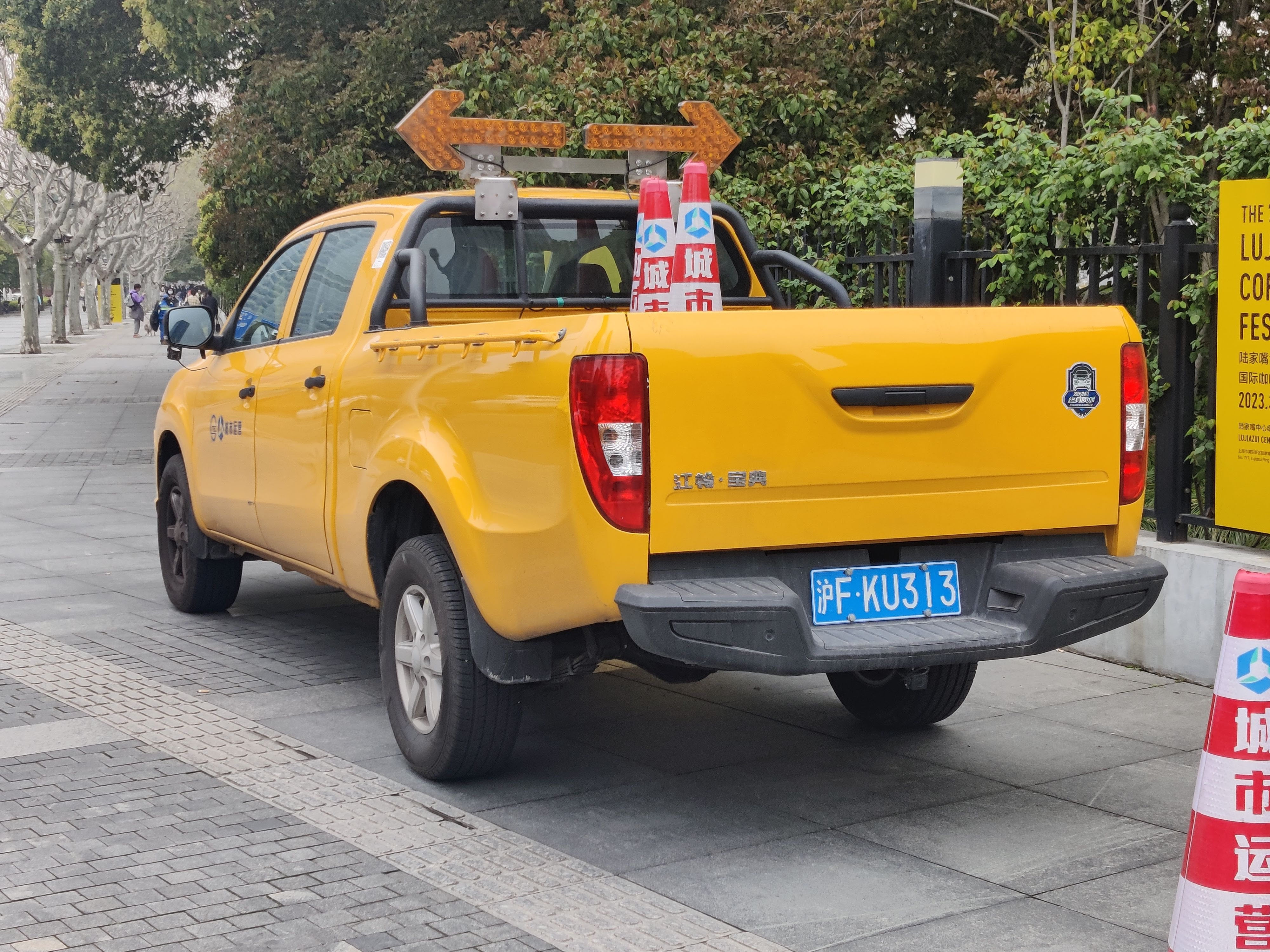
Вид сзади
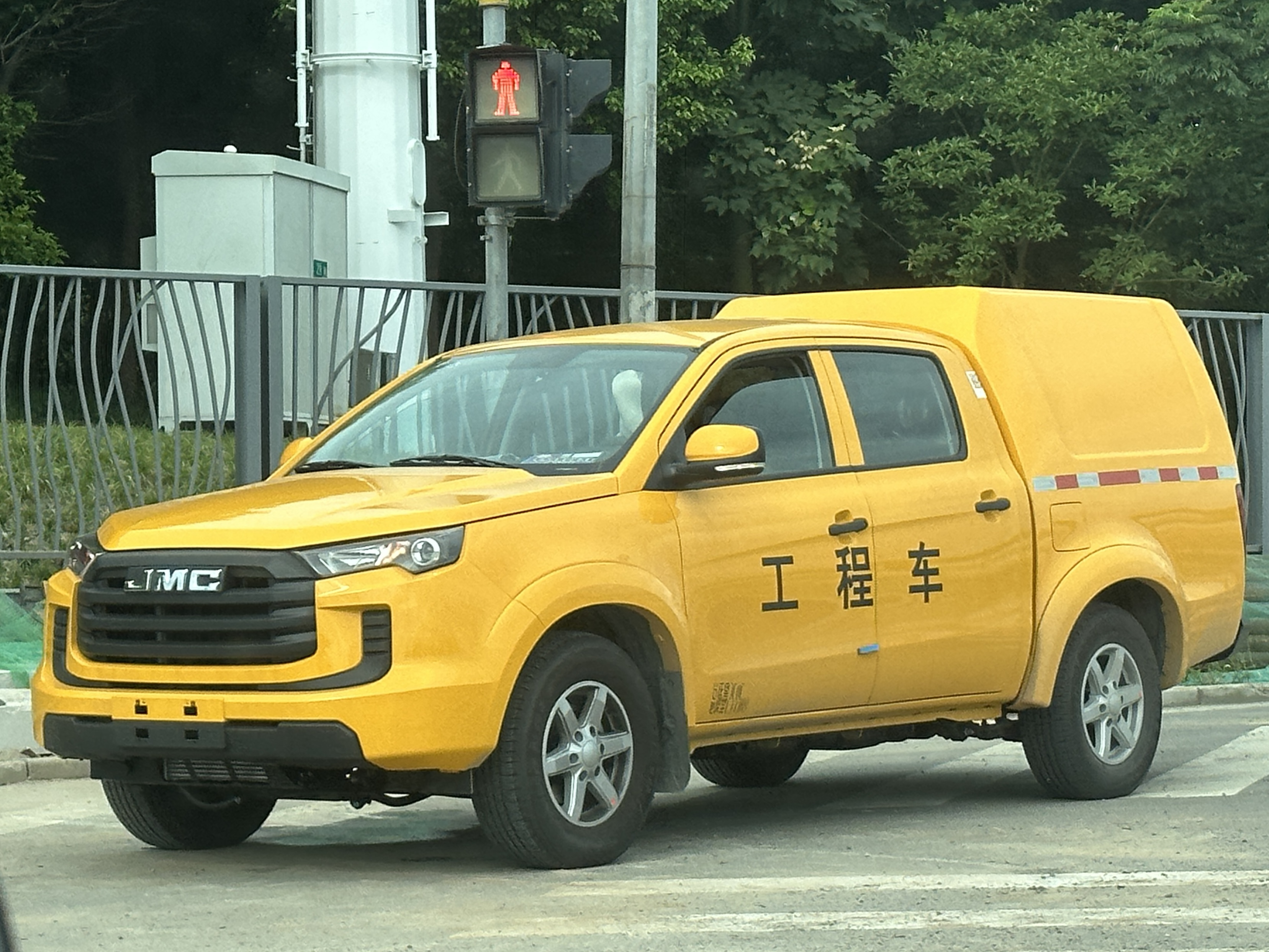
JMC Baodian II 2023MY

### JMC Yuhu 3 и Yuhu 5
Yuhu 3 и Yuhu 5 являются вариантами JMC Yuhu с несколько иным дизайном переднего бампера. Автомобили выпускаются как с задним, так и с полным приводом. Yuhu 3 приводятся в движение 2,5-литровыми турбодизельными или же 1,8-литровыми бензиновыми двигателями, в то время как Yuhu 5 приводятся в движение дизельными двигателями объёмом 2,0—2,4 л.

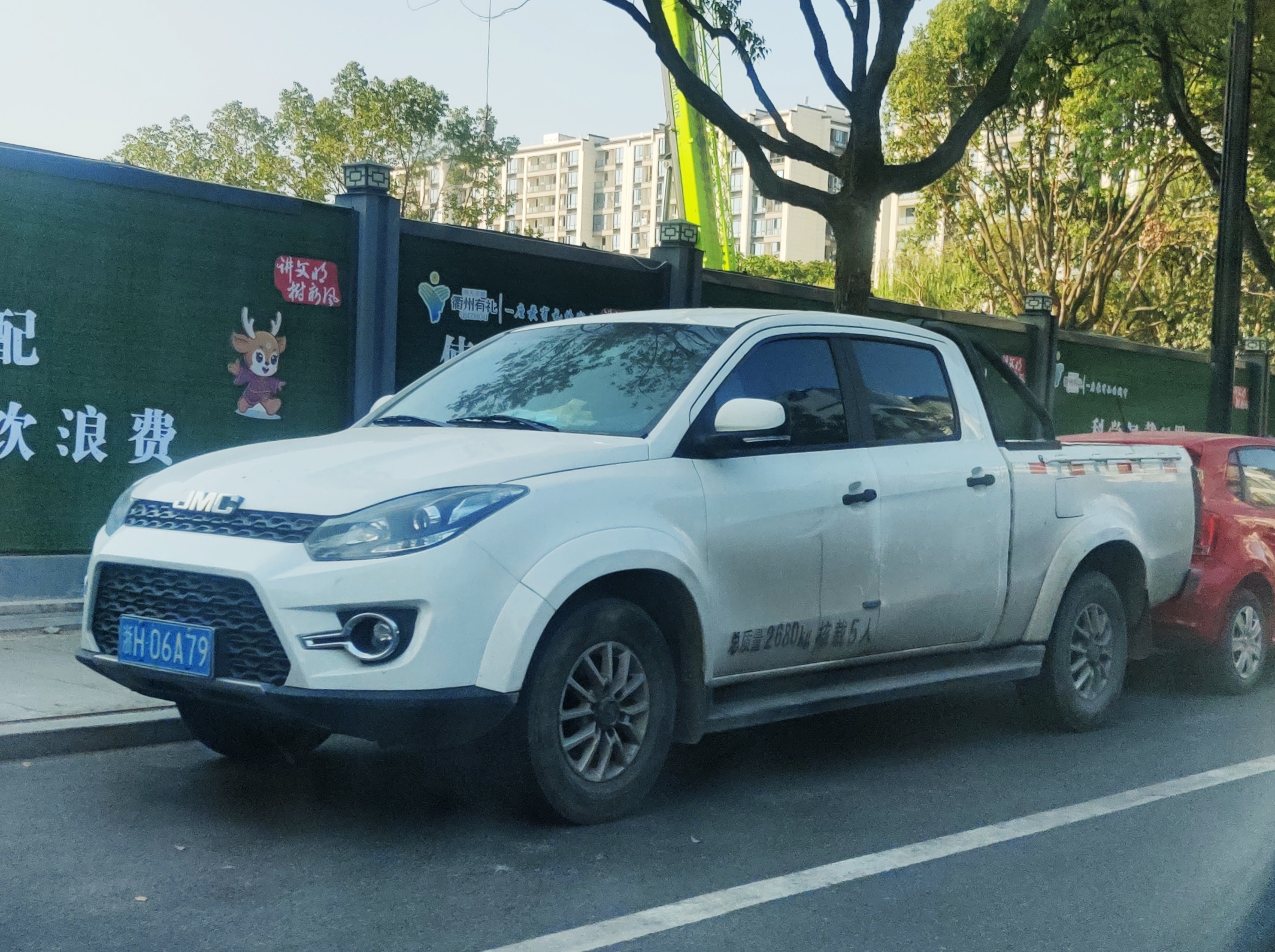
JMC Yuhu 3
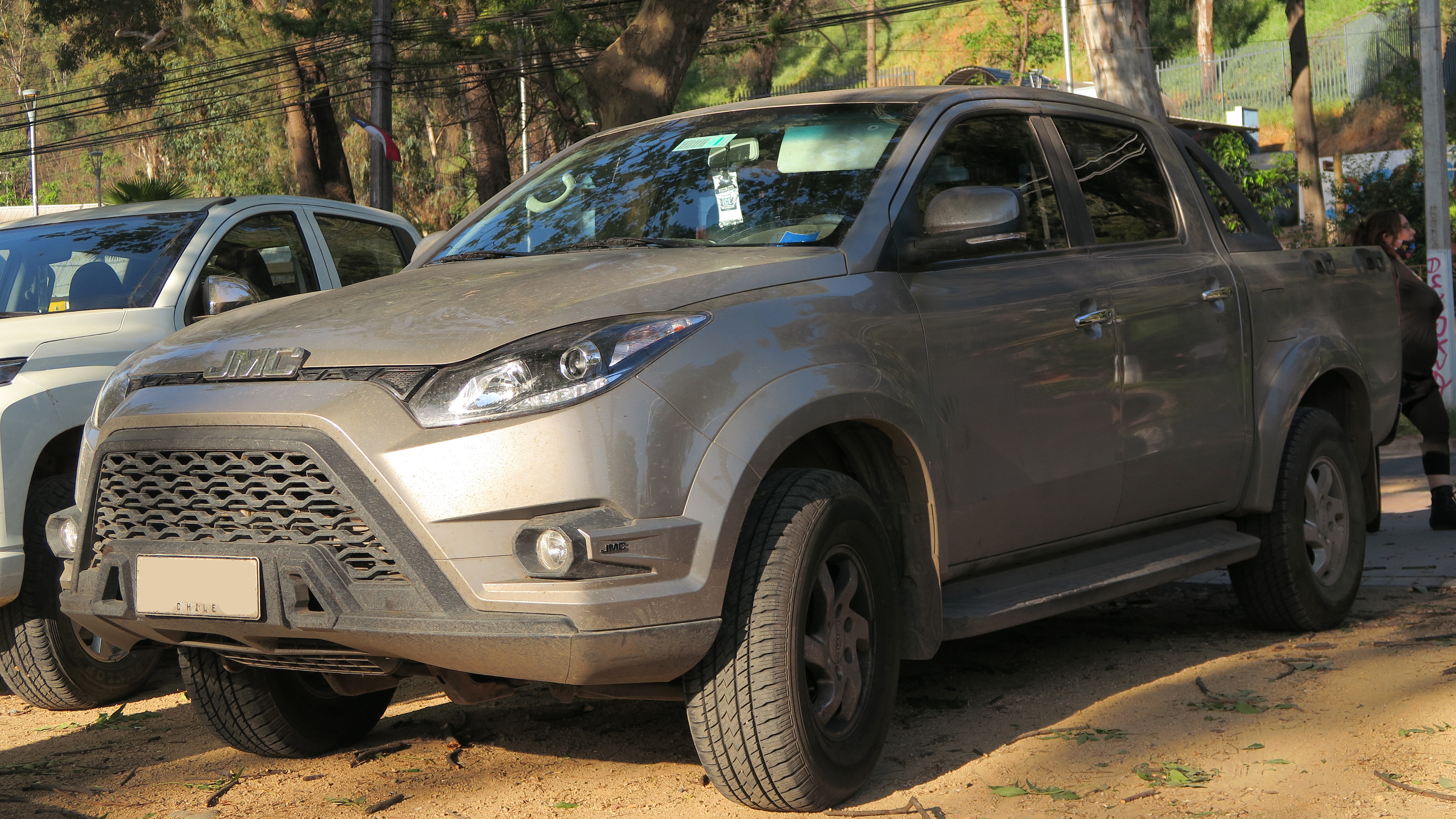
JMC Vigus (в Китае Yuhu 5)